# Einkünfte aus Land- und Forstwirtschaft (Deutschland)
Einkünfte aus Land- und Forstwirtschaft gehören in Deutschland zu den in § 2 Abs. 1 Einkommensteuergesetz genannten sieben Einkunftsarten und zählen zu den Gewinneinkünften. Gesetzliche Grundlage ist § 13 EStG.

## Begriff und Abgrenzung
Land- und Forstwirtschaft ist die planmäßige Nutzung der natürlichen Kräfte des Bodens zur Erzeugung von Pflanzen und Tieren sowie die Verwertung der dadurch selbstgewonnenen Erzeugnisse (Urproduktion).
In Abgrenzung hierzu führt die gewerbliche Bodenbewirtschaftung oder Betätigung zu Einkünften aus Gewerbebetrieb und zu Gewerbesteuerpflicht: Gewinnung von Bodenschätzen, gewerbliche Tierhaltung, landwirtschaftliche Dienstleistungen, Vermietung von Fremdenzimmern, dauernder und nachhaltiger Zukauf fremder Erzeugnisse zum Weiterverkauf (Handel) – mit Ausnahme von Nebenbetrieben und gewerblicher Tätigkeit in untergeordnetem Umfang.
Einkünfte aus Land- und Forstwirtschaft setzen voraus, wie bei den übrigen Gewinneinkünften auch, dass die Tätigkeit selbständig, nachhaltig, mit Gewinnerzielungsabsicht und mit Beteiligung am allgemeinen wirtschaftlichen Verkehr ausgeübt wird (§ 15 Abs. 2 EStG). Landnutzungen ohne Gewinnerzielungsabsicht gelten als steuerlich nicht relevante Liebhaberei (z. B. Pferdehaltung mit dauerhaften Verlusten).
Organisationseinheit ist der Land- und forstwirtschaftliche Betrieb.

## Unterteilung
Zu den Einkünften aus Land- und Forstwirtschaft gehören:
1. Einkünfte aus dem Betrieb von Landwirtschaft, Forstwirtschaft, Weinbau, Gartenbau und aus allen Betrieben, die Pflanzen und Pflanzenteile mit Hilfe der Naturkräfte gewinnen – dazu zählen auch Einkünfte aus Tierzucht und Tierhaltung, wenn ein bestimmter Viehbestand je landwirtschaftlicher Flächeneinheit nicht überschritten wird (andernfalls liegt eine gewerbliche Tierhaltung vor);
2. Einkünfte aus Binnenfischerei, Teichwirtschaft, Fischzucht für Binnenfischerei und Teichwirtschaft, Imkerei, Wanderschäferei, Saatzucht;
3. Einkünfte aus Jagd, wenn diese mit dem Betrieb einer Landwirtschaft oder einer Forstwirtschaft im Zusammenhang steht;
4. Einkünfte von Hauberggenossenschaften, Waldgenossenschaften, Forst- und Laubgenossenschaften und ähnlichen Realgemeinden;
5. Einkünfte aus Nebenbetrieben, die einem land- und forstwirtschaftlichen Hauptbetrieb dienen;
6. der Nutzungswert der selbstgenutzten Wohnung unter bestimmten Voraussetzungen (übliche Größe, Baudenkmal, bereits vor 1987 nutzungswertbesteuert);
7. die Produktionsaufgaberente;
8. Einkünfte aus Betriebsveräußerung oder Betriebsaufgabe (§ 14 EStG).

## Einkünfteermittlung
Ausgangsgröße für die Ermittlung der Einkünfte ist der Gewinn. Dieser wird entweder durch Betriebsvermögensvergleich, durch Einnahmenüberschussrechnung oder pauschal nach Durchschnittssätzen (§ 13a EStG) ermittelt. Gewinnermittlungszeitraum ist das Wirtschaftsjahr (§ 4a EStG). Das Wirtschaftsjahr der Land- und Forstwirte weicht regelmäßig vom Kalenderjahr ab; es beginnt am 1.7. und endet am 30.6. Für Futterbau-, Forst- und Weinbaubetriebe bestehen Sonderregelungen (§ 8c EStDV). Der Gewinn wird zeitanteilig auf die jeweiligen Veranlagungszeiträume verteilt.
Einkünfte aus Land- und Forstwirtschaft werden laut § 13 Abs. 3 EStG steuerlich nur berücksichtigt, soweit sie 900 € bzw. 1.800 € bei Zusammenveranlagten übersteigen. Dieser Freibetrag gilt allerdings nur, wenn die Summe der Einkünfte aus allen Einkunftsarten nicht mehr als 30.700 € beträgt (bei Zusammenveranlagten: 61.400 €). Liegen also Einkünfte aus Land- und Forstwirtschaft in Höhe von 500 € vor und die genannte Einkunftsgrenze wird nicht überschritten, werden in der Einkommensteuerberechnung 500 € Freibetrag abgezogen. Wurden 2.000 € erzielt, kommen als Freibetrag die Höchstbeträge von 900 € oder 1.800 € zum Ansatz.